# Nitrur de magnesi
El nitrur de magnesi, de fórmula {\displaystyle {\ce {Mg3N2}}}, és un compost inorgànic iònic constituït per cations magnesi {\displaystyle {\ce {Mg^2+}}}i anions nitrur {\displaystyle {\ce {N^3-}}}. A temperatura i pressió ambient és una pols de color groc verdós.

## Preparació
El nitrur de magnesi fou sintetitzat per primera vegada pel químic francès Henri Sainte-Claire Deville i per Caron el 1854 mentre estaven realitzant un experiment de sublimació del magnesi en l'aire. Posteriorment l'anglès Ramsey va fer reaccionar nitrogen amb el magnesi per eliminar el nitrogen de l'aire.
Per a l'obtenció de nitrur de magnesi es pot fer mitjançant dos mètodes:
- Passant nitrogen sec sobre magnesi escalfat:

{\displaystyle {\ce {3Mg{}+N2->[{\ce {800^{\circ }C}}]Mg3N2}}}
- o amoníac:

{\displaystyle {\ce {3Mg{}+2NH3->[{\ce {700^{\circ }C}}]Mg3N2{}+3H2}}}

## Química
El nitrur de magnesi es forma en cristalls incolors en forma d'agulla que són descompostos ràpidament per aigua formant hidròxid de magnesi i gas amònic.
{\displaystyle {\ce {Mg3N2_{(s)}~+~6H2O_{(l)}~->~3Mg(OH)2_{(aq)}~+~2NH3_{(g)}}}}
De fet, quan el magnesi es crema en l'aire, alguns nitrurs de magnesi formen, a més del producte principal, òxid de magnesi.

## Usos
El nitrur de magnesi fou emprat com a catalitzador en la primera síntesi pràctica del nitrur de bor cúbic. Robert H. Wentorf, Jr. estava tractant de convertir la forma nitrur de bor en la forma cúbica per una combinació de calor, pressió i un catalitzador. Ja havia provat tots els catalitzadors lògics (per exemple, aquelles que catalitzen la síntesi de diamant), però sense èxit. Fora de la desesperació i la curiositat (el va anomenar l'enfocament de "fer el nombre màxim d'errors"), va afegir una mica de filferro de magnesi per al nitrur de bor hexagonal i se la va donar el mateix tractament a pressió i calor. Quan va examinar el cable sota un microscopi, es va trobar amb petites masses negres que s'aferren a ella. Aquestes, poden ratllar un bloc de carbur de bor. Gràcies a l'olor a amoníac, causat per la reacció de nitrur de magnesi amb la humitat en l'aire, fou possible deduir que el magnesi havia reaccionat amb el nitrur de bor formant formar nitrur de magnesi, que era el veritable catalitzador.